# Balbissa
Balbissa (greco: Βάλβισσα) fu un'antica città della regione cappadociana chiamata Anatolia, nell'attuale Turchia centro-meridionale, corrispondente all'attuale villaggio Yaylayolu. 

## Storia
La città viene menzionata per la prima volta, nel IX secolo, dal geografo arabo Ibn Hurdadbih, con il nome di B-l-y-sa.  Nel 1143, il suo vescovo, Leonzio, venne accusato di essere un eretico bogomilo dal metropolita di Tyana Basilio. Sotto la dominazione turca la città, ormai un modesto villaggio, assunse il nome di Veliisa o Valisa, che mantenne fino alla prima guerra mondiale..